# 暗黑神话
《暗黑神话》（日语：あんこくしんわ）是1990年日本神话民俗题材OVA，全篇共2集，上集为饿鬼之章，下集为天之章。改编自诸星大二郎创作的同名日本漫画系列。1976年该漫画在《週刊少年Jump》（集英社）第20至25期上连载。本书共一卷。本作品以全球各民族神话中的末世论为出发点，涵盖日本神话、佛教、神道与印度教神话等传说内容，结合大量日本考古史迹与民俗文化，架构了一个发生在地球、圣地以及暗星云中带有神话色彩的冒险奇幻故事。

## 概述
以日本武尊倭建命的传说为中心，融合了日本国各种古代神话、史迹、佛教，甚至巫术、科幻元素，描绘了一个少年的奇异命运的故事。
在影片的早期，在茅野市尖石绳文考古馆，介绍了绳文时代以深钵形陶为基础的蛇纹状土器图案，这种土器因其在当时的独特性而被指定为重要文化财，但后来发现这种土器是重建品，因此取消了重要文化财的指定资格。

## 剧情简介
一天，初中生山门武被自称是他父亲朋友的小泉告知 “你父亲其实是被谋杀的”。 事实上，在山门武的记忆中，父亲在他小时候倒下时，他曾在父亲身边哭泣。 小泉带着山门武来到父亲去世的地方，依靠朦胧的记忆，小武发现了一个山洞，他认为那就是父亲的目的地。 在洞穴深处，山门武遇到了意想不到的事情。山门武作为掌握着地球命运的“真我”和日本武尊倭建命的转世，其记忆慢慢苏醒，命运的齿轮开始转动。

## 人物简介

### 重要角色

#### 山门 武
日本武尊倭建命的转世，也是未来的弥勒佛与转轮圣王。在现代社会身份是13岁的少年，拥有着古老的绳文人血统，身体上有八道蛇形圣痕，注定要成为 “真我”，即宇宙真理 “梵”的选民。根据菊池彦的说法，山门家也是古代绳文人的后裔，家族世代继承神器 八尺琼勾玉。
日本武尊倭建命曾预言自己在一千六百年后会复活，转世为山门武。
他周游世界，带着一系列圣痕和神器与 “梵”相遇，继承了三神器，并前往暗星云之一的马头星云，探寻宇宙真正的奥秘。
被“真我”赋予的能量所困扰，这让他感到不安，在数十亿年后遥远的未来，他回到了未来的地球，那里的太阳能量已经枯竭，变成了一颗赤色巨星。他孤零零的坐着，凝视着无际的星空。
竹内曾预言，在末法时代，暗星云降临地球的时候，西方有弥勒佛救世。

#### 竹内
日本历史学家，出现在山门武身边的神秘长者。 他熟悉绳文时代土器和日本武尊倭建命的传说，还知道与“真我”有关的各种秘密。 真实身份是倭朝廷的大臣武内宿祢，通过人工冬眠装置（时间胶囊）存活到现代人类社会，作为历史的证人来传达神的旨意， 曾仕官于卑弥呼、景行天皇、应神天皇，在不同的历史时期，以苏我马子、安倍晴明、天海的身份活跃在政治舞台上。

#### 慈空上人
日本比叡山阿闍黎（上师），是一位道行高深的僧人。 他在前往大分县国东半岛上的施饿鬼寺途中，与昏倒在磐座上的山门武偶然相遇，并发现了“参猛恶好血，罗睺招灾害”的谶言。 他道行高深，除了重新封印从施饿鬼寺逃出的饿鬼之外，还利用天台宗的秘法窥探宇宙深处发生的事件。

#### 泥粋
日本施饿鬼寺的住持。 他是个酒肉和尚，酗酒成性，连副住持都大吃一惊，但他注意到倒在寺庙门口的山门武被 “什么 ”附身了。 之后，寺庙地下洞穴的封印突然被破坏，里面释放出来了大量饿鬼，袭击了泥粋，并杀害了他。正对应了“参猛恶好血，罗睺招灾害”的谶言。

#### 马头观音
马头观音为观音化身，故又称“马头明王”，为六观音之一，专门拯救畜生道，也因为这个关系，日本佛教在动物超度中，往往会以马头观      音为代表本尊。在本作中，马头观音是“真我”的化身，专门拯救饿鬼道，同时也是印度教创世神梵天的仆人，破碎神素戋呜尊的使者，负责指引山门武成为未来的转轮圣王。在大分县国东半岛上的施饿鬼寺中有马头观音的佛像，其胁侍分别是日光菩萨和月光菩萨。

#### 弟橘姬
《日本书纪》记载中的神话人物，日本武尊倭建命的王妃。 和竹内一样，她在时间胶囊中沉睡至现代社会，被竹内唤醒，但由于胶囊没有保护好，她的肉身解体了，她把三神器之一的八咫镜留给了山门武，在熊熊火焰中结束了自己的生命。

### 反派角色

#### 菊池 彦
熊袭首领川上枭帅的转世，菊池一族的族长，菊池家家主，山门武的舅舅。拥有着古老的绳文人血统，他野心勃勃，密谋夺走山门武的一切，妄图成为“真我”，并杀害了山门武的父母，最终被山门武杀死。

#### 大神 美弥
菊池一族中大神家的代表，是个年轻的美女。 她的目标是确保大神家的利益，但她贪婪且愚痴，尝试了藏在施饿鬼寺后山神祠中的 “不老不死之法”，结果变成饿鬼。

#### 饿鬼
印度教及佛教中的生命形式之一，被封印在施饿鬼寺的异形。在公元三世纪，邪马台国的女王卑弥呼以“亲魏倭王”金印施展巫术，试图掌控日本破坏神须佐之男，须佐之男降下神罚，因此日本发生了大灭绝中，为了幸存下来， 邪马台国的女王卑弥呼尝试了 “不老不死之法”，但她和她的子民无法承受细胞层面的变化而成为不老不死之身，被封印在施饿鬼寺中，成为了一群没有智慧的怪物。 当武出现时，饿鬼打破了封印。 它几乎不听从武的命令，但当它开始肆虐时，它却无人能及。 它被慈空上人再次封印在京都的山中，但在遥远的未来，也就是山门武回来地球的数十亿年后，它被释放了出来，蜂拥到须佐之男（马头星云）的石像周围。

## 术语典故
本片涉及大量的日本神道教与民俗传说典故，晦涩难懂，故对片中出现的专有名词术语典故进行列举。

### 日本神话

#### 三贵子
《古事记》记载，创世神伊邪那岐自黄泉之国逃生时，清洗污秽诞生了三位神子：太阳女神天照大御神、月神月读、破坏神须佐之男，天照大御神统治高天原，月读命统治夜之国、须佐之男统治海洋。

#### 三神器
三神器是指日本创世神话故事中源自天照大神，并在其后代日本天皇手中代代流传的三件神器。分别为八咫镜、天丛云剑、八尺琼勾玉。在本作设定为日本武尊倭建命的三件神器，其中天丛云剑在破坏神须佐之男（马头星云）的石像口中，八咫镜在日本武尊倭建命王妃弟橘姬手中，八尺琼勾玉则被古代绳文人后裔的山门家族世代继承。

#### 须佐之男
日本神话中的破坏神、风暴之神。《日本书纪》中称为素戋呜尊，在《古事记》则称为须佐之男。须佐之男是创世神伊邪那岐的子嗣，被分封至根国。但须佐之男行为逐渐放荡起来。他到处破坏天照大御神的田地，破坏房屋，然后把天斑马马皮自屋顶上丢入天照大御神的纺织房，这些行为也吓坏了天照大神，使她躲入天岩户隐居，因而天地陷入黑暗，妖魔到处横行。须佐之男被放逐至根国的出云国，在那里斩杀了妖蛇八岐大蛇，从大蛇口中获得了天丛云剑。
在本作中须佐之男就是暗星云马头星云，在遥远的过去，暗星云袭击地球，发生了大灾难，进而导致日本发生了大灭绝。在公元三世纪的日本，这场大灾难覆灭了邪马台国。古代日本人认为这种自然现象，是破坏神须佐之男所降下的神罚，于是就有了天岩户的神话传说。

#### 马头观音
马头观音为观音化身，故又称“马头明王”，为六观音之一，专门拯救畜生道，也因为这个关系，日本佛教在动物超度中，往往会以马头观音为代表本尊。在本作设定中，马头观音是“真我”的化身，专门拯救饿鬼道，同时也是印度教创世神梵天的仆人，破坏神素戋呜尊的使者，负责指引山门武成为未来的转轮圣王。在大分县国东半岛上的施饿鬼寺中有马头观音的佛像，其胁侍分别是日光菩萨和月光菩萨。

#### 倭建命
日本武尊，景行天皇之子，传说他力大无穷，善用智谋，于景行天皇期间东征西讨，为倭王权开疆扩土。讨伐熊袭的时候，倭建命假扮成少女，以美色诱惑熊袭首领川上枭帅，并将其刺杀。日本武尊倭建命曾告诉大臣武内宿祢，自己将在一千六百年后复活，转世为山门武。并在千年后杀死熊袭首领川上枭帅的转世。

#### 弟橘姬
《日本书纪》记载中的神话人物，日本武尊倭建命的王妃。在本作设定中，弟橘姬和竹内一样，她在时间胶囊中沉睡至现代社会，被竹内唤醒，但由于胶囊没有调整好，她的肉身解体了，她把三神器之一的八咫镜留给了山门武，然后结束了自己的生命。

#### 卑弥呼
古代日本邪马台国的女王，能使鬼道。中国魏朝皇帝曾册封卑弥呼为“亲魏倭王”，授其金印。在本作设定中，公元三世纪卑弥呼以“亲魏倭王”金印施展巫术，试图掌控日本破坏神须佐之男，须佐之男降下神罚，因此日本发生了大灭绝中，为了幸存下来， 邪马台国的女王卑弥呼尝试了 “不老不死之法”，但她和她的子民无法承受细胞层面的变化而成为不老不死之身，被封印在施饿鬼寺中，成为了一群没有智慧的怪物。 

#### 甲贺三郎
是长野县諏訪地区的传说中的主人公名字。他曾在地底国家維縵国迷失并流浪，最终死在山洞前，成为骷髅。在山门武打开洞口的时候，已经成为骷髅的甲贺三郎短暂复活，但最终死去。

#### 神代文字
据考证是日本最古老的文字。在本作中首次出现在日本邪马台国女王卑弥呼的陵墓。

#### 庚申信仰
在本作中出现庚申塔，也称为庚申信仰，是根据道教的“三尸说”，加上佛教，特别是密教・神道・修验道・咒术医学等，各种日本民间信仰、习俗等混合成的复合信仰。

#### 黄幡神
在本作中出现日月黄幡神，特征是在罗睺、黄幡神的上下左右刻上太阳、月亮等文字或图案，此种神像乃是素戋呜尊相互神佛习合下的产物。

#### 道祖神
是日本路边常见的神祇，一般在聚落或村庄的中心，或者村内、外的叉路以石碑或石像的样貌竖立的神明。

#### 神体
神体是指神道中神所寄宿之物体、也是人们崇拜的对象。

#### 天岩户
是关于日本神话中的一处地方。传说素戋呜尊前往众神居住的高天原后，四处惹是生非，令他的姐姐天照大神愤怒之极，决定把自己关进天岩户里隐居，以示抗议，于是整个世界昏暗无光。众神为了解决这问题，在天岩户外举办酒宴、载歌载舞，并献上八咫镜及八尺琼勾玉，天钿女命则露出胸部和阴部跳舞。天照大神对外面发生的喧哗感到好奇，便悄悄将天岩户开了一条缝偷看，天手力雄神便借机将天照大神从洞里半强迫式的请了出来，世界遂重新恢复光明。
有人说这故事来自卑弥呼死后的日蚀；为了让太阳恢复光明，古代日本人会以热闹的歌舞仪式，来祈求太阳神天照大神重新露面。

## OVA

### 声优
- 山门武 - 佐佐木望
- 竹内 - 铃木瑞穂（日语：鈴木瑞穂）
- 慈空上人（阿闍梨） - 藤本譲
- 菊池彦 - 速水奖
- 大神美弥 - 鹤弘美
- 大角隼人 - 田付贵彦
- 山门武母亲 - 松原雅子
- 小泉小太郎 - 石森達幸
- 阿蘇 - 茶风林
- 大太 - 菅原正志
- 二郎 - 掛川裕彦
- 泥粋 - 大山丰
- 弟橘姫 - 川村万梨阿
- 坊主 - 柏仓努
- 医者 - 小出和明
- 广播员A - 麻見順子
- 广播员B - 齐藤千恵子
- 店主 - 岛田彰
- 胡须男 - 田口昂
- 细眼男 - 坂东尚树
- 眼镜男 - 梁田清之
- 司机 - 辻亲八

### 职员表
- 原作 - 諸星大二郎
- 制作人 - 池田哲也、岡村雅裕
- 剧本・导演 - 安浓高志（日语：安濃高志）
- 人物设定 - 柳田义明（日语：柳田義明）
- 动画分镜・演出 - 望月智充
- 作画指导 - 柳田义明（日语：柳田義明） → 河内日出夫
- 美術指导 - 松平聪
- 撮影指导 - 金子仁 → 斋藤秋男
- 音響指导 - 大熊昭
- 效果 - 松田昭彦
- 编辑 - 布施由美子、野尻由纪子、安藤洋子
- 音楽 - 川井憲次
- 动画制作 - 亞細亞堂
- 製作 - 大映映像

## 书籍情报
- 諸星大二郎『暗黒神話』
除完整版外，其他版本都包括标题故事和《徐福传说》。（首发『月刊少年Jump』1979年1月号）收录
  - 創美社〈ジャンプスーパーコミックス〉（1977年、ASIN B000J8TOR8）
  - 創美社〈ジャンプスーパーエース〉（1988年、ISBN 4-420-13703-7）
  - 集英社〈集英社文库〉（1996年、ISBN 4-08-617090-6）
  - 一桥集团『暗黒神話 完整版』（2015年7月） - 完整版按单定制。
  - 集英社（2017年3月、ISBN 4-08-792510-2） - 『暗黒神話 完整版』增补・更正的愛藏版单行本。